# 2013 FH28
2013 FH28, também escrito como 2013 FH28, é um objeto transnetuniano (TNO) que está localizado no cinturão de Kuiper, uma região do Sistema Solar. Ele é classificado como um cubewano. O mesmo possui uma magnitude absoluta de 6,1 e tem um diâmetro com cerca de 258 km. O astrônomo Mike Brown lista este corpo celeste em sua página na internet como um candidato a possível planeta anão.

## Descoberta
2013 FH28 foi descoberto no dia 19 de agosto de 2013 pelo astrônomo Marc W. Buie.

## Órbita
A órbita de 2013 FH28 tem uma excentricidade de 0.140 e possui um semieixo maior de 43,516 UA. O seu periélio leva o mesmo a uma distância de 37,431 UA em relação ao Sol e seu afélio a 49,601 UA.